# Psychomyia monicae
Psychomyia monicae är en nattsländeart som beskrevs av Schmid 1997. Psychomyia monicae ingår i släktet Psychomyia och familjen tunnelnattsländor. Inga underarter finns listade i Catalogue of Life.